# Teri Weigel
Teri Weigel, nome artístico de Teresa Susan Weigel, (Fort Lauderdale, Flórida 24 de fevereiro de 1962) é uma playmate e atriz pornográfica norte-americana. Já foi creditada com os nomes Christina Walker, Teresa Weigel e Terri Weigel.

## Biografia
Começou a carreira como modelo de lingeries, apareceu pela primeira vez na capa da Playboy em 1985 e logo após em 1986 foi a Playmate de abril. Também apareceu em vários vídeos da Playboy. Teri teve várias participações especiais em seriados, e tentou a carreira de atriz em filmes como Predator 2, antes de se tornar a primeira modelo da Playboy a fazer filmes pornô. Entrou para o universo erótico relativamente tarde, ao contrário da maioria das mulheres da indústria, ela estava com 29 anos em 1991, tendo feito até 2005 por volta de 90 filmes, sem contar as coletâneas e participações sem sexo. Sofreu dois sérios acidentes de carro em 1990 e 1994, mas não se sabe, se em algum foi necessário cirurgia plástica. Foi casada com seu empresário Murrill Maglio em 1986.

## Filmografia parcial
- 100% Interracial # 1
- American Bukkake # 7
- Anal Obsession
- Ecstasy # 2
- Encore
- Friends And Lovers # 1, # 2, # 3
- Housewife In Heat
- Miss Orgasma
- Porn Star Station # 4
- Teri's Fantasies
- Titty Fuckers # 2
- Totally Teri

## Prêmios

### AVN (Adult Video News)
- Hall da Fama

### XRCO (X-Rated Critics Organization)
- 2004 - Indicada na categoria melhor cena de lesbianismo - Jewel DeNyle's Last Movie (ao lado de Jewel DeNyle, Ginger Lynn, Britni e Julie Night)
- Hall da Fama